# Santa Eulàlia (L'Hospitalet de Llobregat)
Santa Eulàlia è un quartiere di L'Hospitalet de Llobregat, in Catalogna, nella provincia di Barcellona. È classificato territorialmente nel III Distretto, insieme al quartiere di Granvia Sud.
Confina a est con il quartiere barcellonese de La Bordeta, con il quale condivide la via di Riera Blanca; a nord con La Torrassa; a ovest con Sant Josep ed El Centro e a sud con El Gornal e Granvia Sud.
Santa Eulalia è il quartiere più popolato della città. Dagli anni 1990 sperimenta una grande trasformazione urbanistica con la costruzione di arredi urbani che sfruttano terreni in precedenza dedicati ad attività industriali. La via di Santa Eulalia e il viale del Carrilet sono i centri nevralgici di comunicazione.

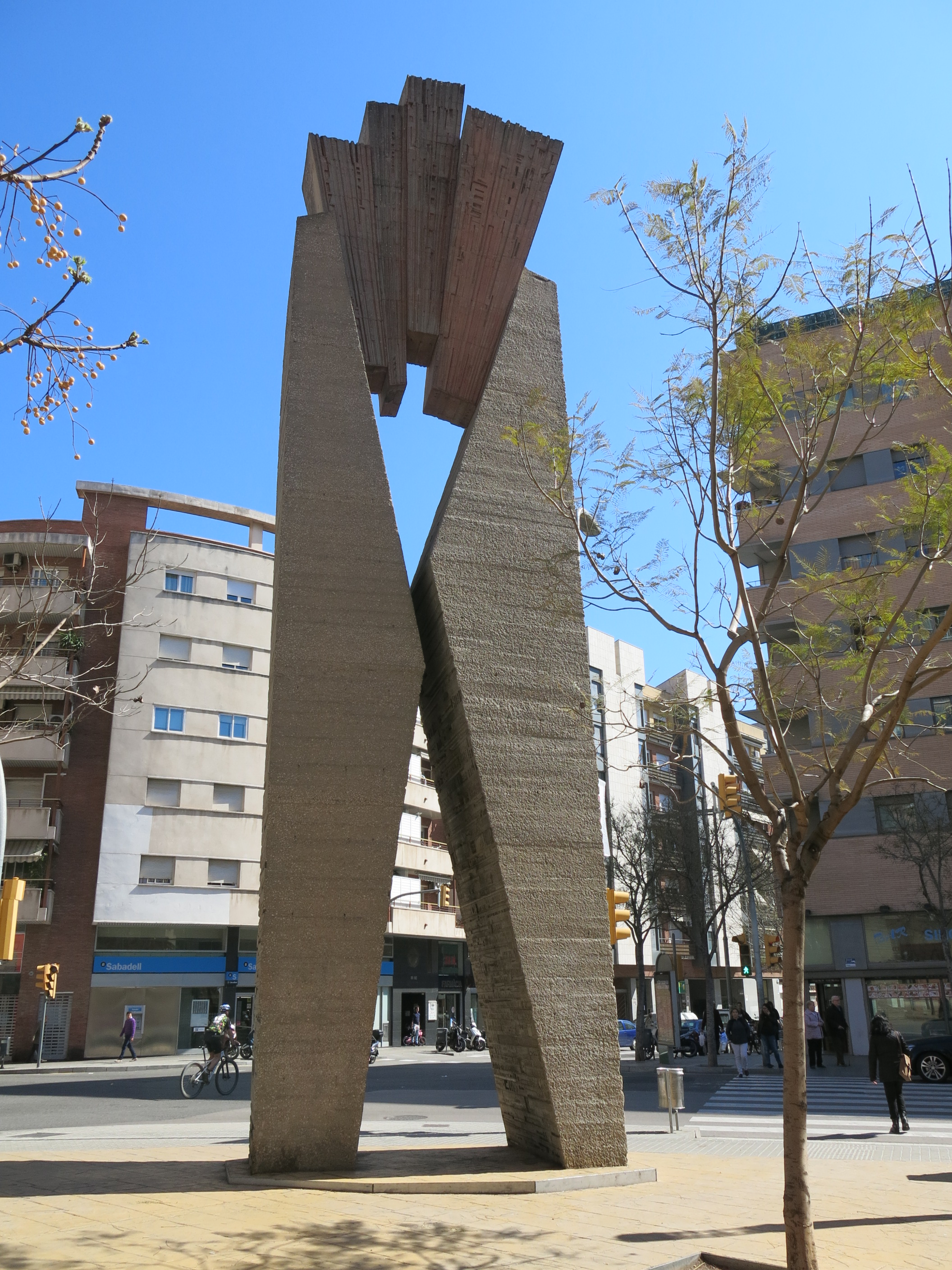
La Croce di Santa Eulalia, conosciuta come «la Pinza», opera di Josep Maria Subirachs.

Il quartiere è caratterizzato da una scultura di Josep Maria Subirachs nota come «la Pinza», che accoglie chi entra nella città dalla via di Santa Eulalia. L'opera rappresenta la croce del martirio di santa Eulalia di Barcellona. Vi è pure un'antica chiesa romanica, risalente al XIII secolo, Santa Eulalia de Provenzana, restaurata nel XVIII secolo, intorno alla quale si trovano le origini della città. È situata all'estremità occidentale del quartiere.

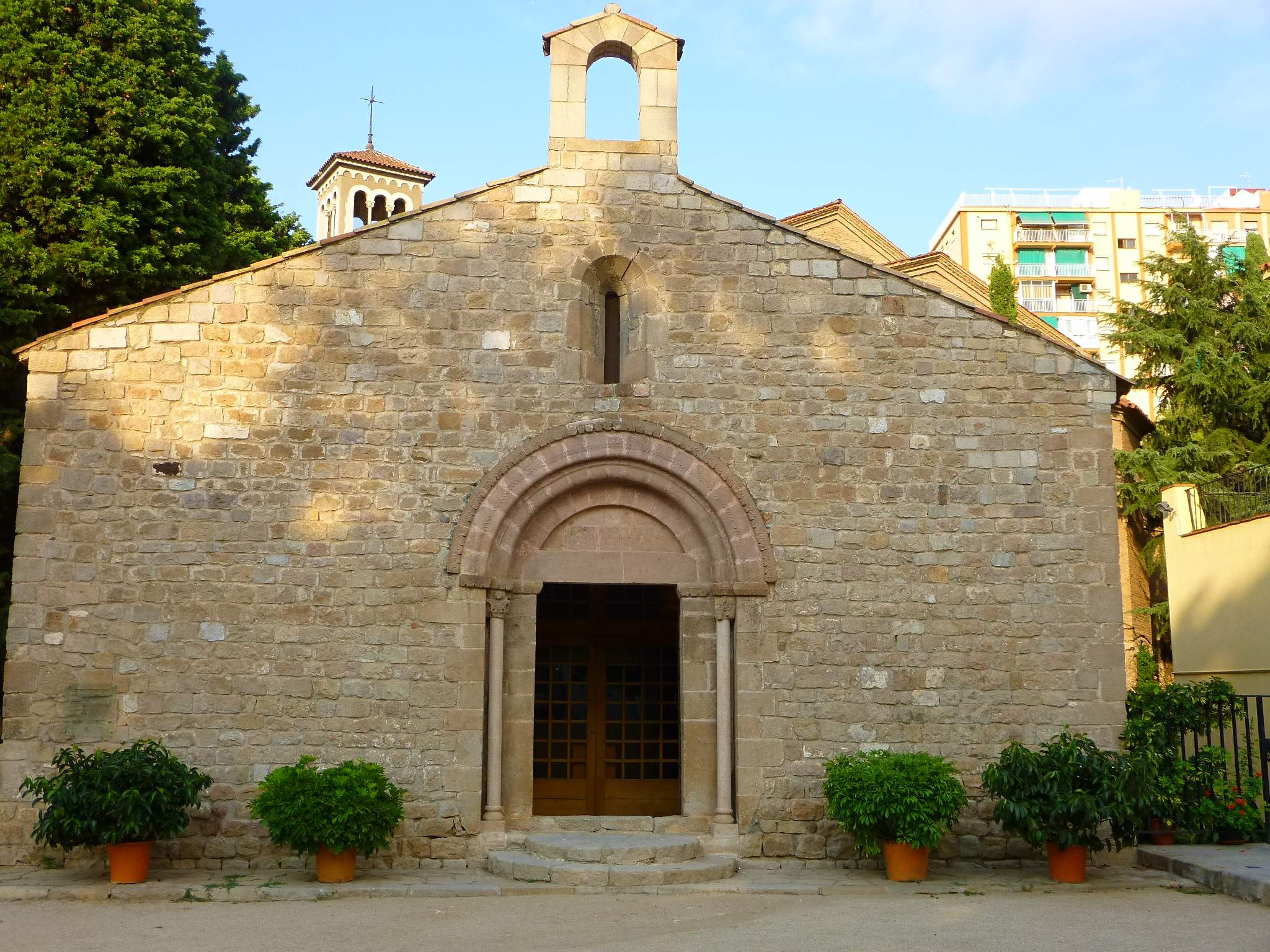
Facciata della chiesa romanica di Santa Eulalia de Provenzana

La crescita del quartiere di Santa Eulàlia fu il risultato di un rapido insediamento di industrie dalla fine del XIX secolo. Per la sua prossimità a Barcellona, era tagliato da tre linee ferroviarie (Barcelona-Martorell dal 1955, quella di Vilanova del 1881 e quella che conduceva a Igualada dal 1912). La frammentazione urbana con tali linee costrinse il comune di Hospitalet, nel 1935, a costruire un cavalcavia. Si trattava di una zona industriale, soprattutto tessile, con aziende come quelle di Can Trinxet, la Tèxtil Pareto, Godó i Trias etc., e, dalla fine degli anni '60, la fabbrica di ottica Cottet.
La fabbrica Trinxet, costruita nel 1907 dall'architetto Joan Alsina i Arús, fu proprietà di Avelino Trinxet Casas, proprietario anche della Casa Trinxet, opera di Josep Puig i Cadafalch e con affreschi di Joaquín Mir Trinxet. Attualmente lo spazio della fabbrica è stato recuperato per altri scopi residenziali e arredi urbani, conservandone una parte della costruzione modernista.

## Trasporto pubblico
Il quartiere è servito dalla metropolitana di Barcellona con le stazioni di Santa Eulàlia, della linea 1,  Europa-Fira, della linea 9,  Can Tries-Gornal, delle linee 9 e 10,  Provençana e della Città giudiziaria, della linea 10. Inoltre vi sono le fermate della FGC di  Ildefons Cerdà e della già citata Europa-Fira, e con diverse fermate della rete di autolinee urbane ed extra-urbane.